# Clermont-le-Fort
Clermont-le-Fort è un comune francese di 540 abitanti situato nel dipartimento dell'Alta Garonna nella regione dell'Occitania.

## Società

### Evoluzione demografica
Abitanti censiti

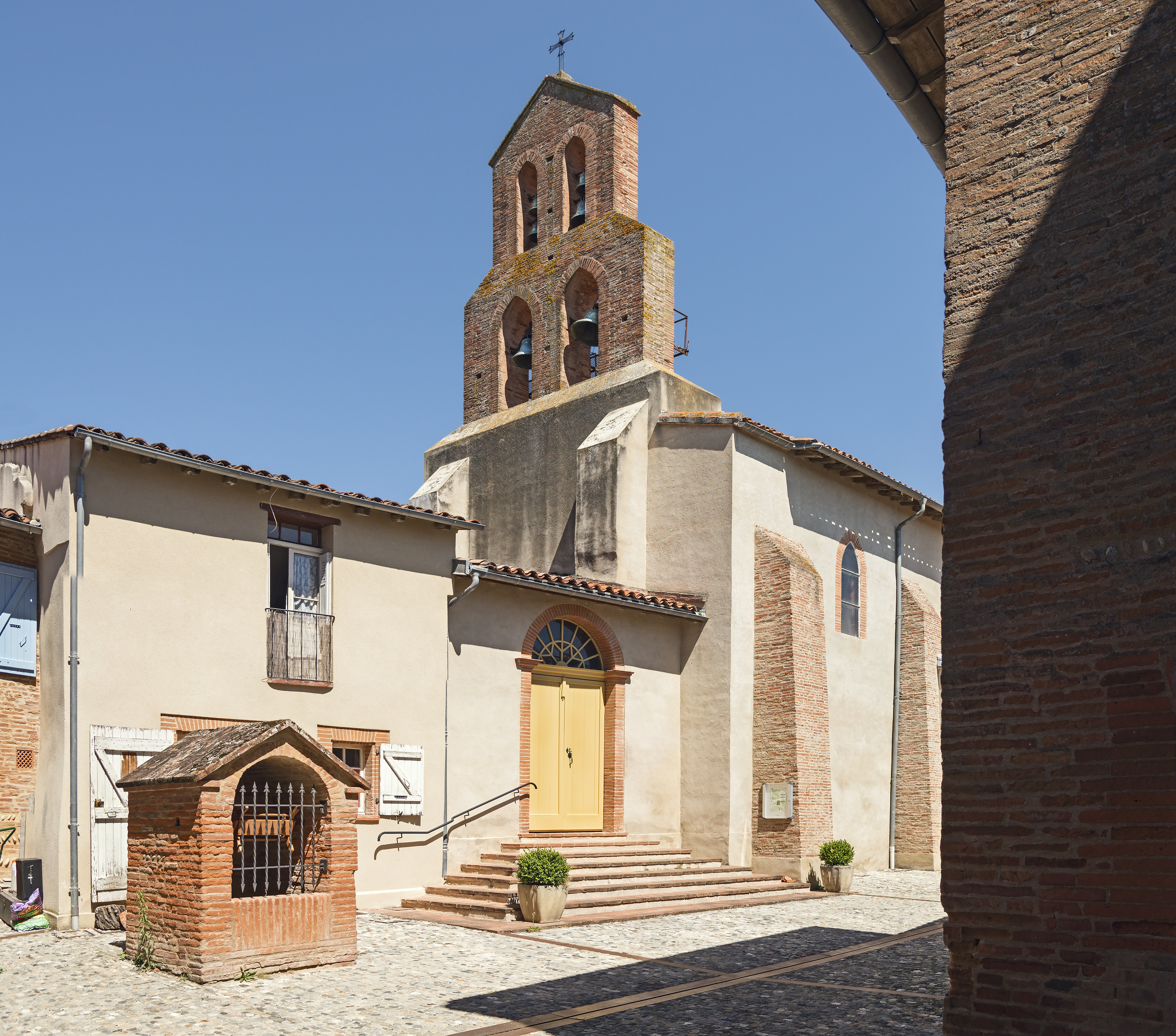
Chiesa San Pietro
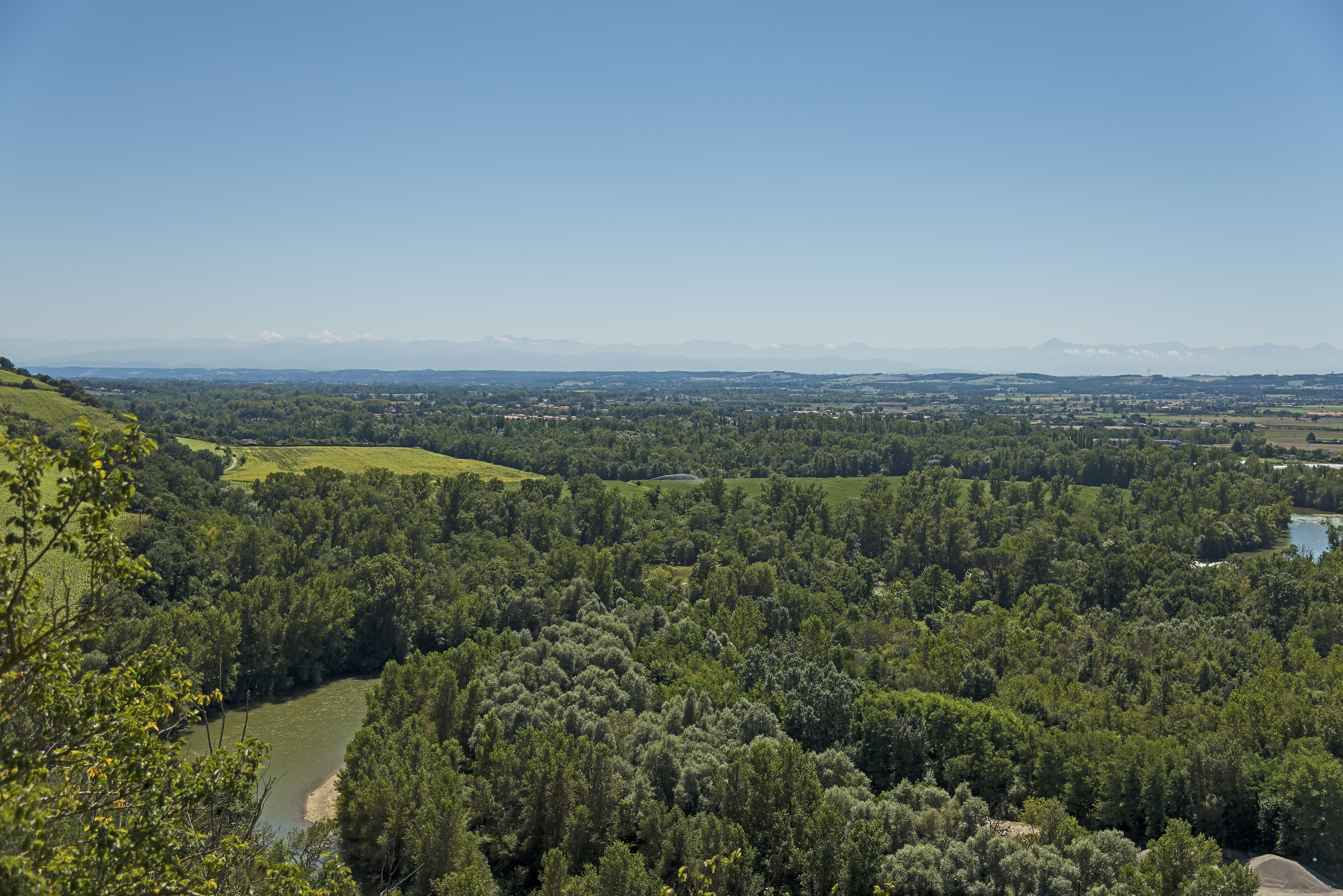
Panorama.